# Liste der Kulturdenkmale in Braderup
In der Liste der Kulturdenkmale in Braderup sind alle Kulturdenkmale der schleswig-holsteinischen Gemeinde Braderup (Kreis Nordfriesland) aufgelistet (Stand: 10. März 2025).

## Legende
In den Spalten befinden sich folgende Informationen:
- Objekt-ID: die Nummer des Kulturdenkmales
- Lage: die Adresse des Kulturdenkmales und die geographischen Koordinaten. Kartenansicht, um Koordinaten zu setzen. In der Kartenansicht sind Kulturdenkmale ohne Koordinaten mit einem roten Marker dargestellt und können in der Karte gesetzt werden. Kulturdenkmale ohne Bild sind mit einem blauen Marker gekennzeichnet, Kulturdenkmale mit Bild mit einem grünen Marker.
- Offizielle Bezeichnung: Bezeichnung des Kulturdenkmales
- Beschreibung: die Beschreibung des Kulturdenkmales
- Bild: ein Bild des Kulturdenkmales

## Sachgesamtheiten
| Objekt-ID      | Lage                                     | Offizielle Bezeichnung | Beschreibung | Bild                             |
| -------------- | ---------------------------------------- | ---------------------- | --- | -------------------------------- |
| 40606 Wikidata | Süderstraße (54° 50′ 4″ N, 8° 53′ 27″ O) | Kirche Braderup        | Aktualisierung vorgesehen - Begründung: geschichtlich, künstlerisch, städtebaulich, Kulturlandschaft prägend - Schutzumfang: Kirche mit Ausstattung, Kirchhof, Kirchhofsumwallung, Kirchhofspforte | weitere Fotos \| Fotos hochladen |

## Bauliche Anlagen
| Objekt-ID      | Lage                                      | Offizielle Bezeichnung | Beschreibung | Bild                             |
| -------------- | ----------------------------------------- | ---------------------- | --- | -------------------------------- |
| 32441 Wikidata | An der B5 6 (54° 50′ 27″ N, 8° 53′ 32″ O) | Dreiseithof            | Dreiseithof; um 1894/95 u. 1926; u-förmige Hofanlage mit südlichem Wohnflügel und winkelförmigem Wirtschaftstrakt, Backsteinbauten unter Schopfwalmdächern, Hof- und Gartenfläche mit altem Baumbestand - Begründung: geschichtlich, Kulturlandschaft prägend - Schutzumfang: Dreiseithof, Hof- und Gartenfläche - Denkmaltyp: Bauliche Anlage | BW                               |
| 6081 Wikidata  | An der B5 13 (54° 50′ 6″ N, 8° 53′ 26″ O) | Wohnhaus               | Wohnhaus einer ehem. Hofstelle; um 1900; eingeschossiger Backsteinbau unter Schopfwalmdach, Putzziergliederung übergiebelter Mittelrisalit, Rundbogenfenster und -portal an der Südseite, Nordseite mit Zwerchhaus und Loggia - Begründung: geschichtlich, städtebaulich - Schutzumfang: gesamtes Objekt - Denkmaltyp: Bauliche Anlage         | BW                               |
| 32448 Wikidata | Goldland 6 (54° 50′ 7″ N, 8° 53′ 2″ O)    | Wohnhaus               | Wohnhaus; 1910; eingeschossiger Putzbau mit Drempel unter auskragendem Satteldach, Fassade durch Zierfriese sowie Tür- und Fensterrahmungen aus Backstein belebt - Begründung: geschichtlich, städtebaulich - Schutzumfang: gesamtes Objekt - Denkmaltyp: Bauliche Anlage                                                                      | BW                               |
| 1853 Wikidata  | Süderstraße (54° 50′ 3″ N, 8° 53′ 27″ O)  | Kirche mit Ausstattung | Alteintragung (Aktualisierung vorgesehen) - Begründung: geschichtlich, künstlerisch, städtebaulich - Schutzumfang: gesamtes Objekt - Denkmaltyp: Bauliche Anlage, Sachgesamtheit: Kirche Braderup | weitere Fotos \| Fotos hochladen |

## Gründenkmale
| Objekt-ID      | Lage                                     | Offizielle Bezeichnung | Beschreibung | Bild |
| -------------- | ---------------------------------------- | ---------------------- | --- | ---- |
| 19295 Wikidata | Süderstraße (54° 50′ 3″ N, 8° 53′ 28″ O) | Kirchhof               | Alteintragung (Aktualisierung vorgesehen) - Begründung: geschichtlich, Kulturlandschaft prägend - Schutzumfang: Kirchhof, Kirchhofsumwallung, Kirchhofspforte - Denkmaltyp: Gründenkmal, Sachgesamtheit: Kirche Braderup | BW   |

## Quelle
- Liste der Kulturdenkmale in Schleswig-Holstein – Kreis Nordfriesland (PDF)

- Karte mit allen Koordinaten:
- OSM |
- WikiMap